# Pasterze
Pasterze je jen něco málo přes 8 km dlouhý, je největším ledovcem v Rakousku a nejdelším ve východních Alpách. Nachází se na úpatí Großglockneru v nejvyšší části údolí Mölltal (Pasterzenboden) a je zdrojem řeky Möll. Od roku 1856, kdy jeho plocha byla přes 30 km², se snížila téměř o polovinu. Stejně jako u drtivé většiny rakouských ledovců se jeho délka již několik let snižuje, v posledních několika letech se pohybuje kolem padesáti metrů ročně. V roce 2014/15 byl pokles 54,4 m. 

## Poloha a krajina

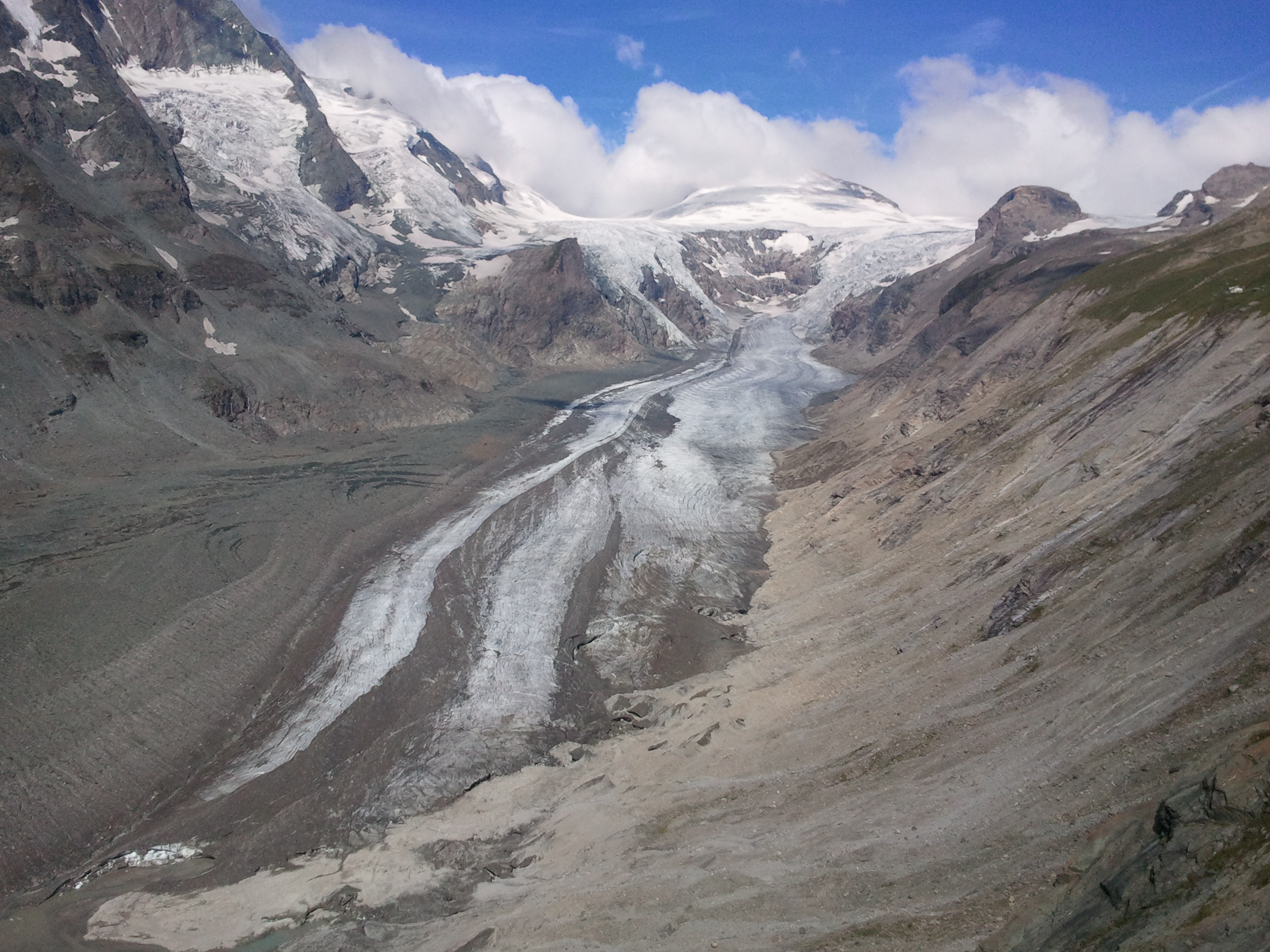
Pasterze v srpnu 2012

Nejvyšším bodem je 3453 m vysoký Johannisberg. Nachází se tam nejvyšší vrchol Pasterzenboden, oblast ledovce, který se plazí dolů údolím přes Hufeisenbruch v aktuálním Pasterzengletscher. Spodní bod je kolem 2100 m nad hladinou moře. Jazyk končí několik set metrů před Sandersee. Voda z Pasterze napájí nádrž Margaritze, která leží pod Glocknerhausem.
Od Kaiser-Franz-Josefs-Höhe (2369 m n. m.) na vysokohorské silnici Großglockner vede lanová dráha k místu, kde se v době, kdy byla lanová dráha uvedena do provozu (1963), nacházela hrana ledovce. Mezitím Pasterze pod údolní stanicí roztál, tak že odtud vede k ledovcovému jazyku asi 300 metrů dlouhé schodiště. Také délka ledovce se krátí o 10 metrů ročně, což průběžně mění stezku z Gletscherbahn do Pasterze.
V oblasti Pasterze jsou mimo jiné horské vrcholy Großer, Mittlerer a Kleiner Burgstaller, Spielmann, Racherin a Johanniskopf. Tato jména jsou spojena s legendou o původu Pasterze, podle které vesnice údajně zkameněla kvůli krutostem, kterých se dopustili její obyvatelé.

## Glaciologie
Nálezy dřeva a rašeliny uvolněné ledovcem v letech 2009 až 2010 naznačují, že mezi lety 5000 až 1500 př. n. l. byla na území dnešního Pasterze rašeliniště a pastviny. Analýza univerzity v Innsbrucku by mohla prokázat pyly trav a hořce. Koprofilní houby (výkaly) dokazují, že pastviny byly využívány pro hospodářská zvířata. Kousek dřeva, který byl zkoumán univerzitou v Grazu, patřil borovici limba s 200 letokruhy, která tam rostla před 7000 lety (v post-ledové fázi oteplování).

## Název
Název Pasterze označuje oblast, která je vhodná pro pastvu skotu. (Srovnej s latinským pastor: pastýř, anglické pasture: pastvina, slovinský pašnik: pastvina). Nejméně do 19. století byl název používán jako toponymum pro větší zemědělskou plochu (půdu) používanou v horní části údolí Möll. Vztah s maďarsko-slovanským říčním názvem Beszterce (divoký potok) zatím nelze etmologicky stanovit.

## Turismus
V roce 1856 k ledovci vystoupil císař Franc Josef I. Na památku jeho návštěvy je místo, kde v té době dosahoval ledovec, pojmenováno Kaiser-Franz-Josefs-Höhe.
K ledovci vede asfaltová Grossglocknerská vysokohorská silnice (Großglockner Hochalpenstraße). Na jednom ledovcovém oblíku se nachází turistická chata Oberwalder (2972 m n.p.m.).

### Reference

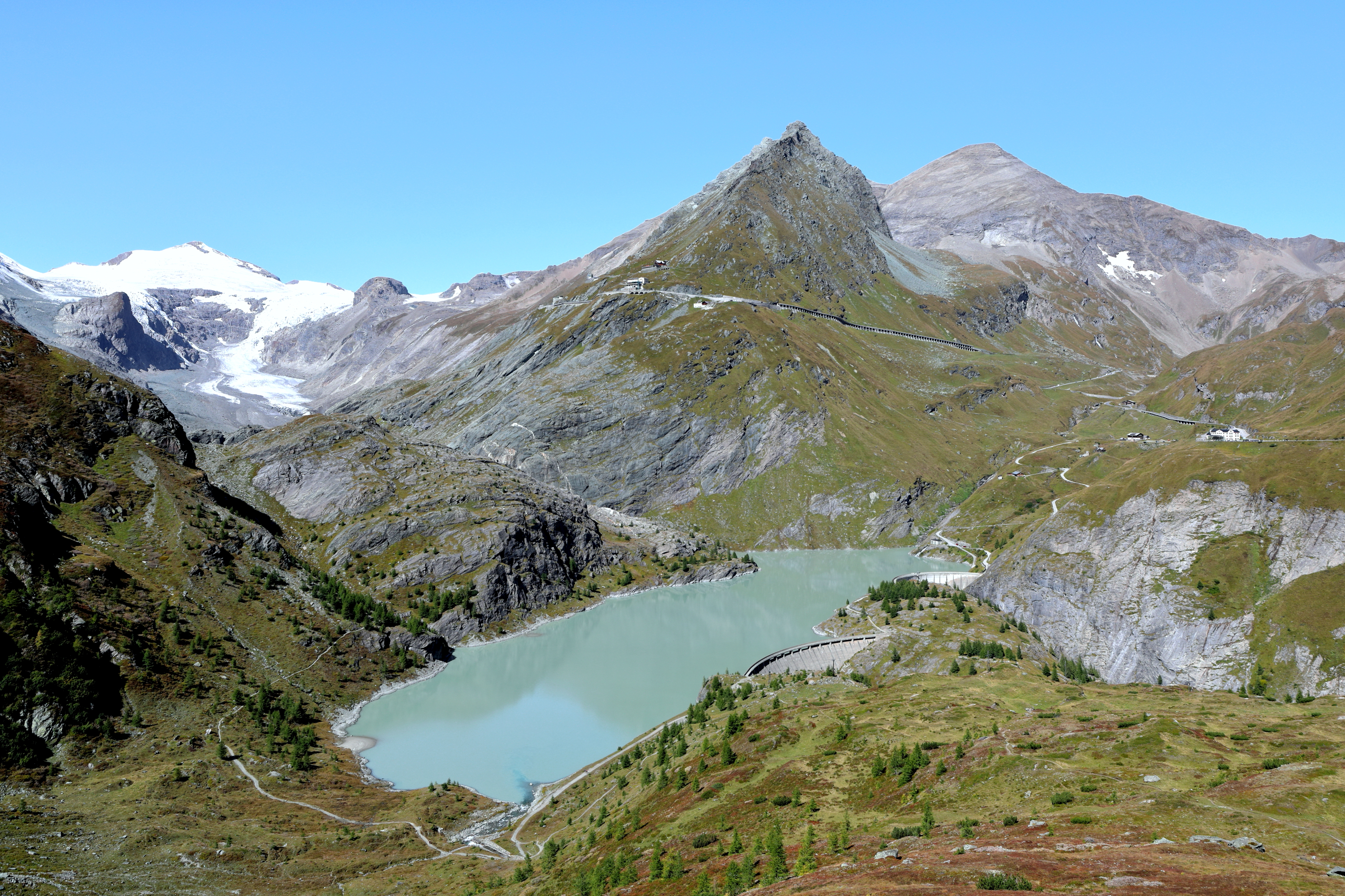
Nádrž Margaritze s Pasterze vlevo na obrázku